# Pasivní radiolokátor Věra

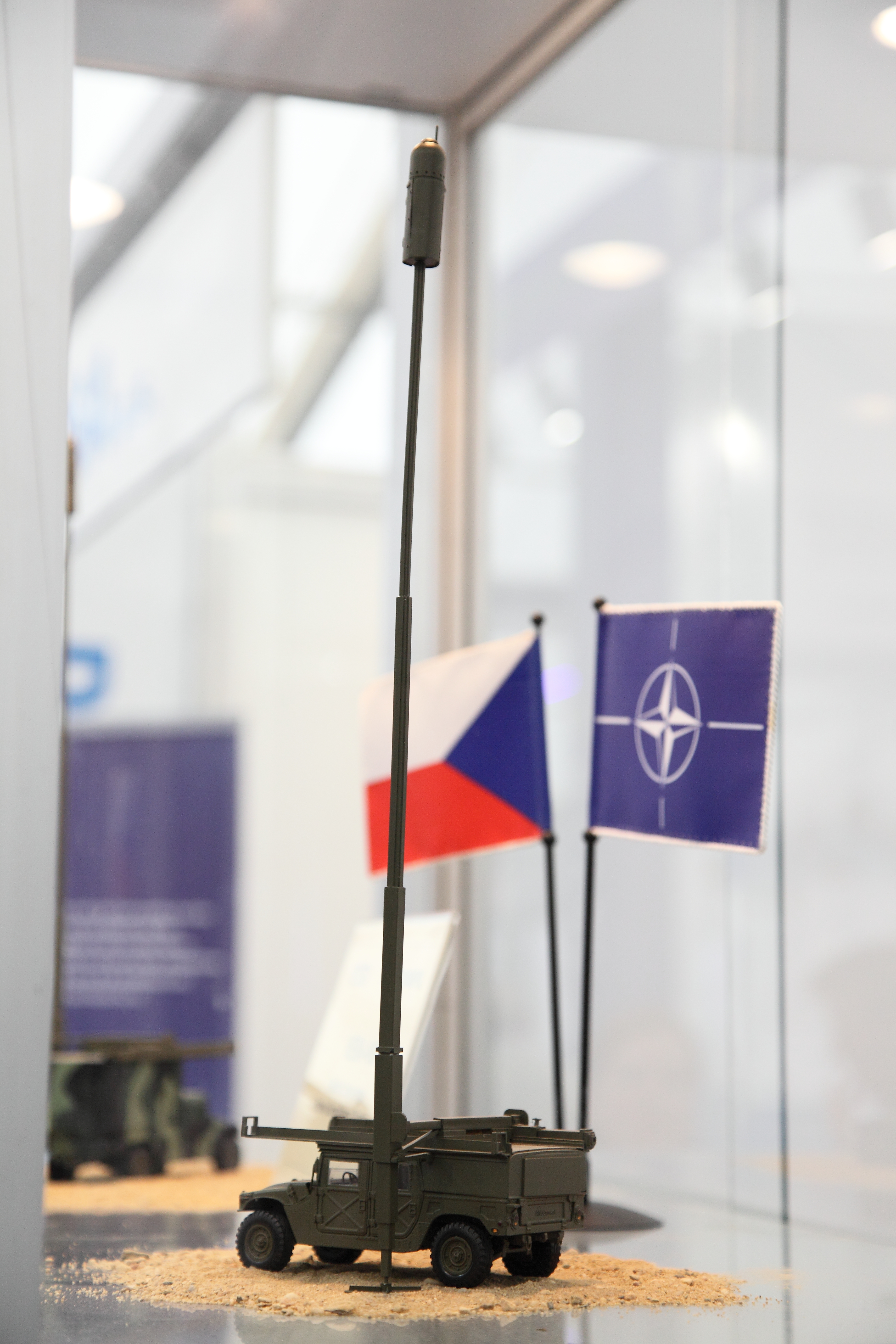
Model VERA NG na výstavě ILA 2012

Pasivní sledovací systém Věra (PSS Věra nebo také VERA či VERA-NG) je čtyřpoziční časově-hyperbolický pasivní sledovací systém umožňující příjem a zpracování impulzních signálů RL, kódů odpovědí SSR/SSR S módů, signálů DME/TACAN a signálů v pásmu UHF (od 88 MHz do 1000 MHz). Poskytuje informaci o poloze (trajektorii) cílů, jejich výšce a parametrech palubních radiolokačních prostředků. Systém může, jako nezávislý zdroj informací o vzdušné situaci, plnit také funkce kontrolního a záložního systému pro radarové systémy Řízení letového provozu (ŘLP). Výrobcem je pardubická akciová společnost ERA.

## Historie
Věra je čtvrtou generací českých ESM-TDOA systémů. Byl pojmenován po Věře Perlingerové, jež byla výraznou osobností českého řízení letového provozu. Vývoj PSS Věra probíhal v roce 1995 na základě požadavku velení letectva, protivzdušné obrany AČR a mezirezortní komise pro řízení letového provozu Ministerstva obrany ČR. Funkční prototyp byl poprvé představen na Aerosalonu 95 v Praze Ruzyni.
Vývoj Věry navazoval na poznatky získané vývojem předcházejících generací pasivních sledovacích systémů. První systém vyvinutý československou armádou v roce 1963 byl znám jako PRP-1 KOPÁČ; mohl sledovat 6 cílů. Po něm následovala KRTP-81 RAMONA (NATO krycí jméno SOFT BALL) z roku 1979, která mohla sledovat 20 cílů a KRTP-86 TAMARA (NATO krycí jméno TRASH CAN) z roku 1987, která mohla sledovat zároveň 23 radarových cílů a 48 IFF cílů. Tyto systémy byly mnohokrát vyvezeny do Sovětského svazu a jiných států. Tito předchůdci byli vyráběni státním podnikem Tesla, který zbankrotoval po revoluci v roce 1989. Stěžejní inženýři z bývalé Tesly založili společnost ERA a.s. v Pardubicích, která produkuje současnou verzi lokátorů Věra.

## Pracovní systém
Rozmístěný systém se typicky skládá z centrálního stanoviště (obsahující vybavení k zpracování signálu a ESM přijímač) a dvě nebo tři boční stanoviště obsahující pouze ESM přijímač. Boční stanoviště přenášejí přijímané signály do centrálního stanoviště pomocí mikrovlnných pojítek. Centrální jednotka používá zjištěnou přenosovou prodlevu k určení TDOA (time difference of arrival) pulsů z každého stanoviště. Pulsní TDOA mezi jednou boční stanicí a střední centrálou lokalizuje cíl na hyperboloidu. Druhá boční stanice poskytuje druhý TDOA a tudíž i druhý hyperboloid. Průnik těchto dvou hyperboloidů umístí cíl na úsečku poskytující 2D souřadnice pozice cíle (bez výšky). Třetí boční stanice poskytuje třetí hyperboloid, který při průniku s úsečkou poskytnutou dvěma předchozími stanicemi, zobrazí plnou 3D pozici cíle. Tento proces je nazýván multilaterace. Výška cíle s transpondérem SSR mód C nebo S také může být zjištěna přímým dekódováním odezvy Mód C nebo S, což je normální princip provozu civilního systému VERA-AP.

## Přesnost systému
Přesnost systému je obecně lepší než u mikrovlnného přehledového radaru. Pracuje na principu rozkládání geometrie, spojité časové přesnosti středové jednotky, přijímaného pulsního vlnového pásma a odstupu signálu od šumu. Širší rozestup bočních stanic od středové jednotky poskytuje lepší přesnost, ale s následkem zmenšení plochy pokrytí. Typicky boční stanice jsou umístěny 15-40 km od středové jednotky. To poskytuje rozumný kompromis mezi plochou pokrytí a přesností.
Obecně je systém omezen linií dosahu, s normálním rozsahem 450 km - horizontem rádiových vln. Určování cílů v rozmezí sektoru přibližně 120 stupňů, ačkoli IFF a SSR cíle jsou určovány použitím odpovídající všesměrové antény a tudíž mohou být sledovány v 360 stupních. Až 200 cílů najednou může být automaticky stopováno a časový rozsah nastaven od 1 do 5 sekund.

## Použité senzory

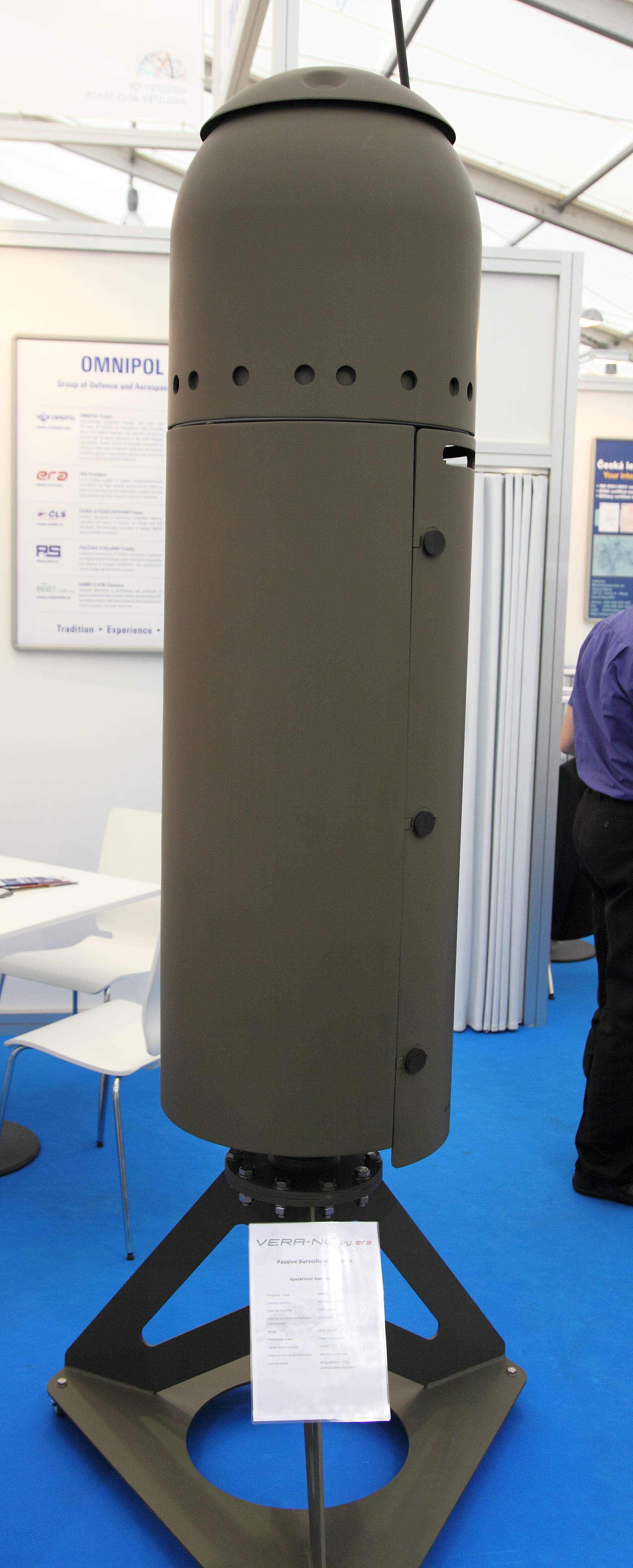
VERA-NG na výstavě ILA 2012

Stávající generace snímačů umí detekovat a sledovat pulsní emise kvůli možnosti měření času příjmu pulsů. Přijímače pracují v rozmezí 1-18 GHz a typicky využívají SSR (secondary surveillance radar) transpondéry, IFF (identify friend or foe) transpondéry, letecké radary, metereologické radary, TACAN (tactical air navigation) transpondéry, DME (distance measurement equipment) majáky, digitální komunikační signály a pulsní rušivé signály.

## Přehled verzí
VERA je dodávána v množství verzí.
- VERA-AP - civilní dalekodosahová ATC (air traffic control) verze, která pouze využívá SSR transpondéry v pásmu 1030/1090 MHz.
- VERA-E - exportní varianta vojenské verze systému ESM, která je také označována jako VERA-S/M, což je národní mobilní verze.
- VERA-P3D - verze s kratším dosahem, prodávána jako vysoce přesný monitorovací systém pohybu letištních vozidel vybavených transpondéry.

Další ESM systém vyrobený firmou ERA je BORAP (BOjový RAdiotechnický Pátrač), pracuje ovšem na jiném principu než systém Věra (fázový interferometr).

## Uživatelé
- Česko
- Slovensko
- Estonsko
- Malajsie
- Pákistán
- Vietnam
- Spojené arabské emiráty
- Spojené státy americké
- Ukrajina – 4 ks VERA-NG pořízeny pro Ukrajinu Nizozemskem v roce 2023[3]